# 西安石油大学
西安石油大学是一所位于陕西省西安市的大学。2003年5月，经中国教育部批准，原西安石油学院更名为西安石油大学。她的前身是成立于1951年的西北石油工业学校；1958年经中国国务院批准，成立西安石油学院；2000年由中国石油天然气集团公司所属划转为中央与地方共建以陕西省为主管的普通高等学校。

## 院系设置
- 石油工程学院
- 地球科学与工程学院
- 电子工程学院
  - 仪器系
    - 测控技术与仪器专业

  - 自动化系
  - 电子工程系
- 材料科学与工程学院
  - 材料加工工程系
  - 材料物理系
  - 金属材料工程系
  - 焊接技术与工程系
- 计算机学院
  - 通信工程系
  - 网络工程系
- 机械工程学院
  - 机械类
    - 过程装备与控制工程
    - 机械自动化

  - 工业设计
  - 土木工程
- 经济管理学院
- 化学化工学院
  - 化学工程系
  - 应用化学系
  - 环境工程系
  - 化学系
- 理学院
- 人文学院
- 继续教育学院
- 外语系
- 音乐系
- 体育系

## 校友
- 陈忠实

## 学校地址
- 校本部地址：陕西省西安市雁塔区电子二路东段18号
- 校南区地址：陕西省西安市雁塔区丈八东路
- 鄠邑校区地址：陕西省西安市鄠邑区五竹镇沣京工业园沣京大道18号

## 图库

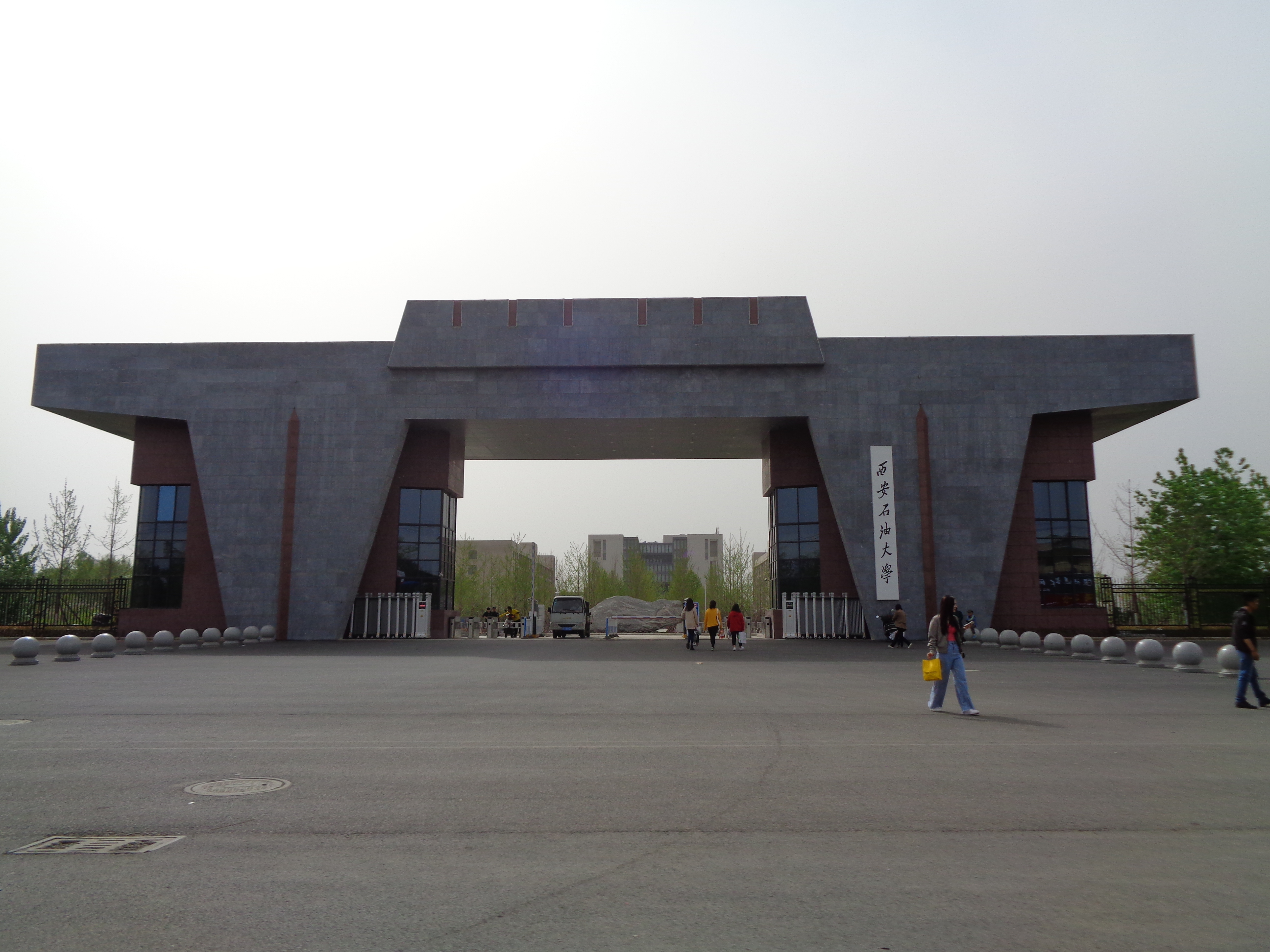
东大门
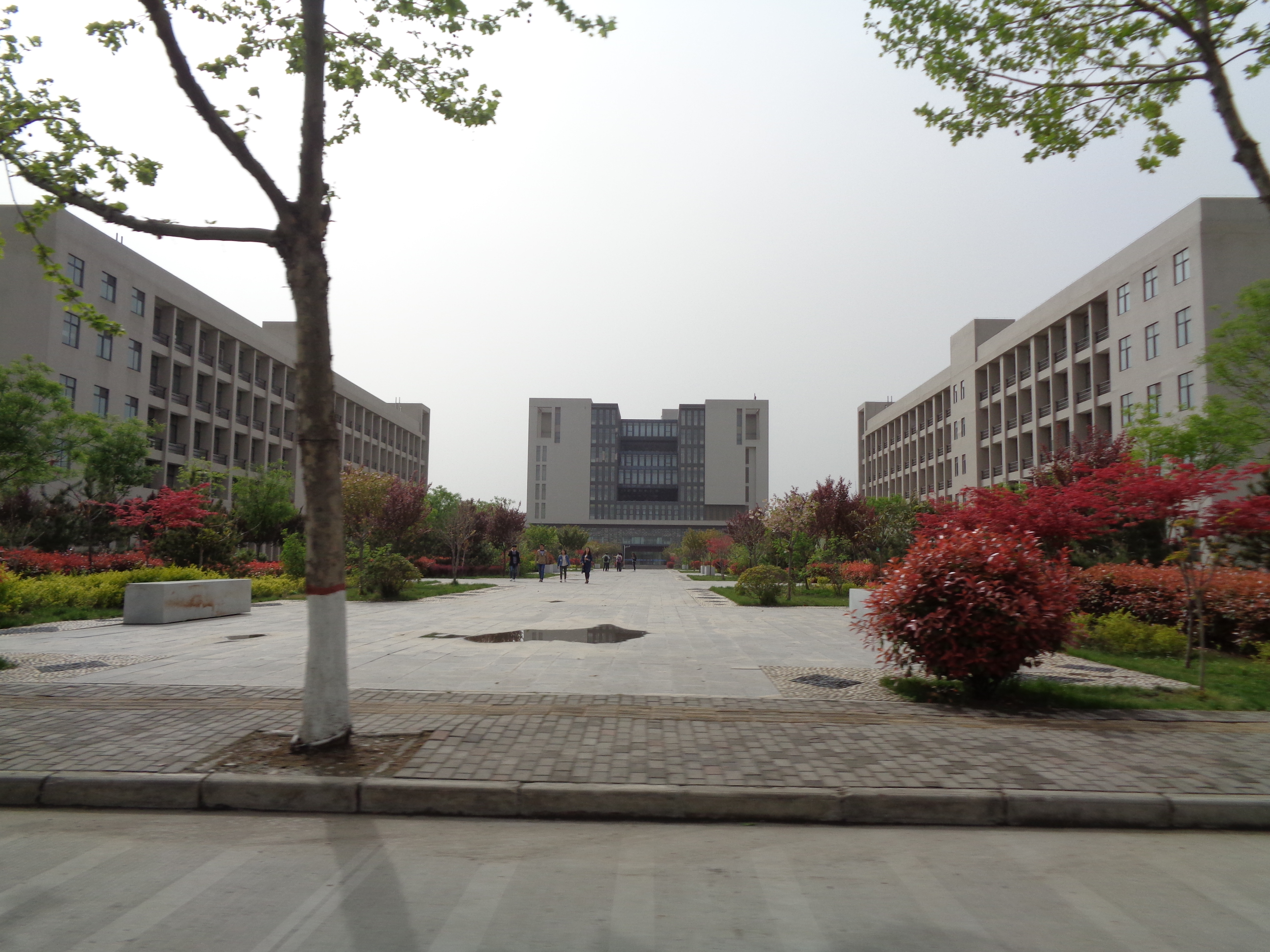
鄠邑校区
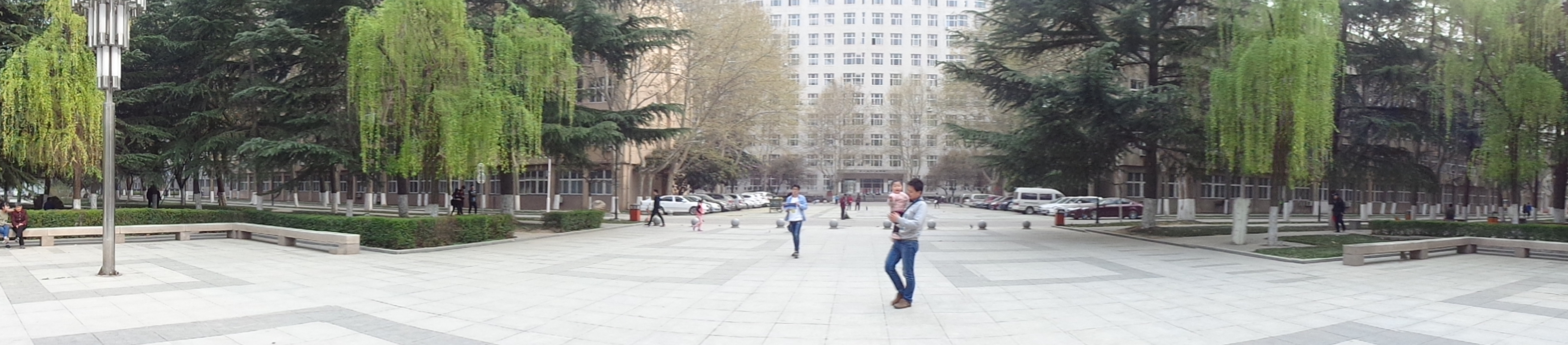
校本部
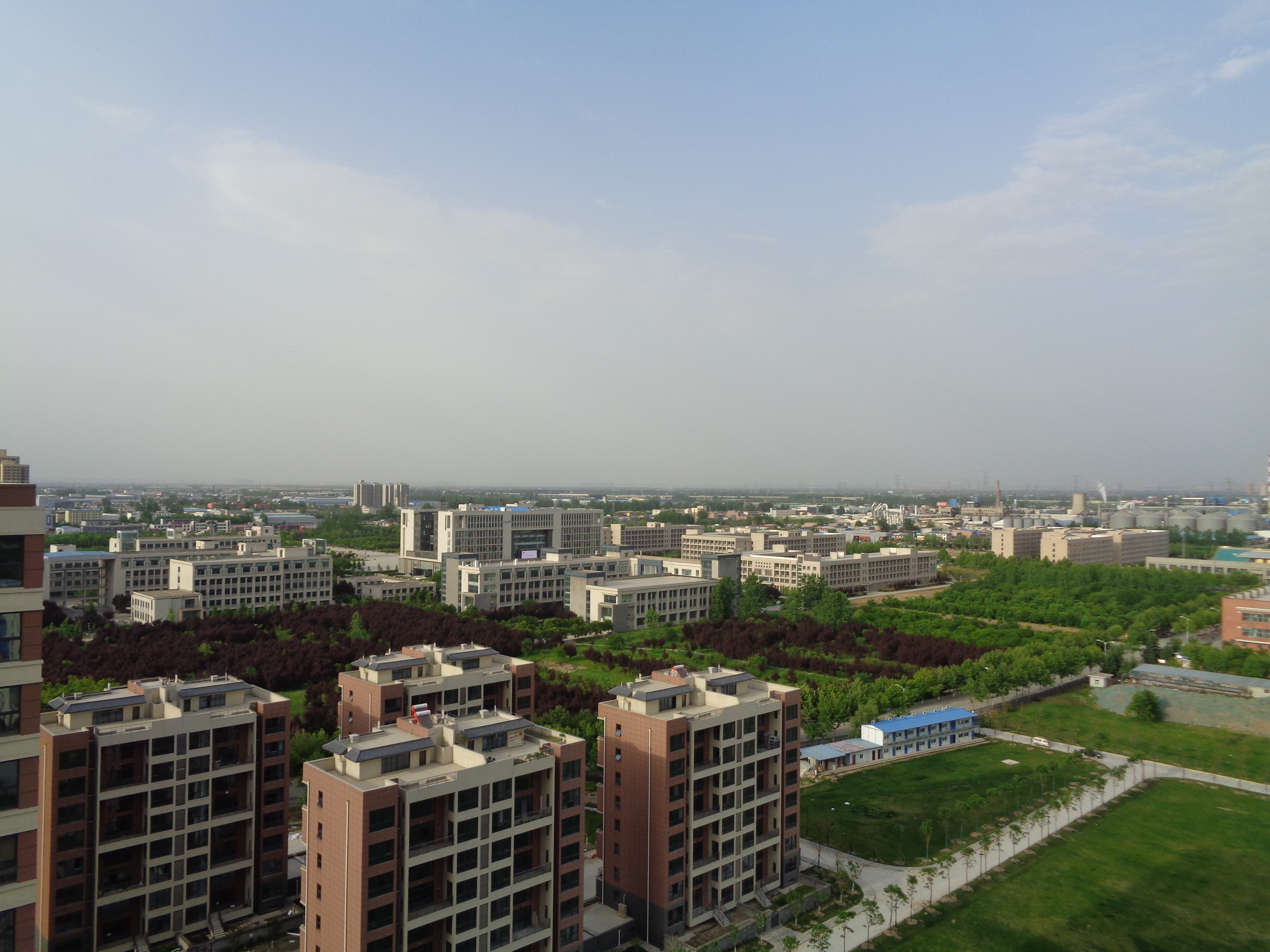
校区鸟瞰